# 알베르토 소릴라
빅토리아노 알베르토 소릴라(스페인어: Victoriano Alberto Zorrilla, 1906년 4월 6일 - 1986년 4월 23일)는 아르헨티나의 수영 선수로 1924년 하계 올림픽과 1928년 하계 올림픽에 출전했다.
그는 1928년 올림픽때 400m 자유형 부문에서 금메달을 획득했다. 그는 1500m 자유형 부문에서 5위를 했고, 100m 자유형 부문에서 7위를 했다. 그는 800m 자유형 계주 1라운드에서 4위를 했다.
알베르토는 1932년 하계 올림픽 개회식에서 아르헨티나 국기를 나르는 사람이었다.